# Pavel Kharitonenko
Pavel Ivanovitch Kharitonenko (Павел Иванович Харитоненко), né le 5 février 1852 à Soumy - mort le 13 juin 1914 au domaine de Natalievka, dans le gouvernement de Kharkov, est un entrepreneur et industriel russe qui fut un des plus grands patrons de l'art et mécènes de l'Empire russe de son époque.

## Biographie
Son père, Ivan Kharitonenko (1822-1891), magnat de l'industrie sucrière, initie son fils dès son jeune âge à l'entreprenariat. Pavel Kharitonenko hérite de son père de la plus grande compagnie sucrière de l'Empire russe avec une raffinerie de sucre. La compagnie « Kharitonenko & fils » tient son siège à Soumy dans le gouvernement de Kharkov (Ukraine, à l'époque Petite-Russie). Outre la production de betterave à sucre et sa transformation en sucre, son héritage comprend un immense domaine forestier dans l'oblast de Soumy.
Kharitonenko modernise la compagnie reçue de son père, acquiert de nouvelles terres à Katchanovka, près de Tchernigov. Malgré l'incendie qui détruisit en 1907 l'usine de raffinerie de sucre de Soumy, sa fortune est estimée à sa mort en 1914 à soixante millions de roubles, et ses terres atteignent cinquante-six mille déciatines (sans compter les terres louées). À la banque d'État, il dispose d'une ligne de crédit de neuf millions de roubles, ce qui est considérable.

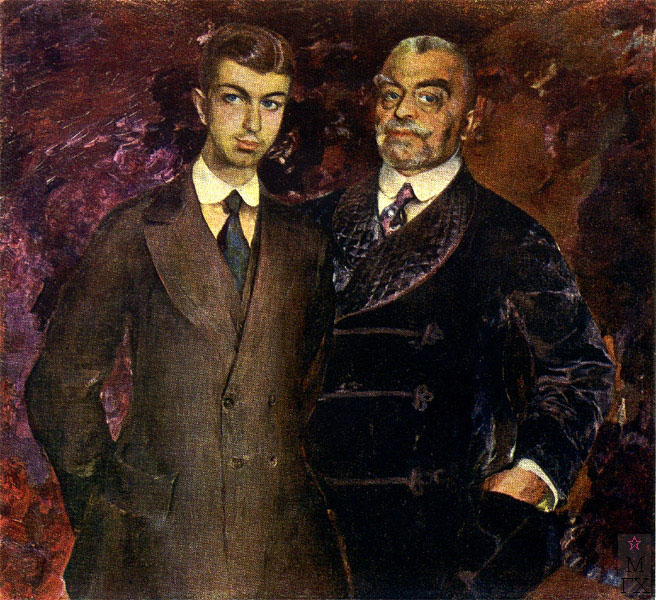
Portrait de Kharitonenko avec son fils, par Maliavine (1911).

Il est membre permanent de la Société des raffineurs de sucre russes, et vice-président de la Société. Il entre dans le capital de nombreuses entreprises russes et participe à de nombreux conseils d'administration. Il organise en 1914 la fondation d'un syndicat national des raffineurs dont il est élu vice-président. Il est à la tête du chemin de fer de Belgorod à Soumy et de l'entreprise de fabrication de machines-outils de Soumy, entre autres.
Il laisse le souvenir d'un des grands mécènes de son époque, réunissant une collection de tableaux parmi les plus intéressantes de l'Empire russe. Il dirige la Société musicale russe, finance les travaux de réhabilitation du monument de Bogdan Khmelnitski à Kiev. Il fait construire à Soumy le corps des cadets pour un million et demi de roubles, un pont enjambant la Soumka, fait de nombreuses donations à des établissements d'enseignement et à des églises orthodoxes, fait ériger l'église catholique de Soumy et paye des bourses pour des étudiants d'origine ukrainienne au conservatoire de Moscou.
Il habite principalement à Moscou   dans un somptueux hôtel particulier au 14 du quai Sainte-Sophie qu'il fait construire de 1891 à 1894 par l'architecte Zalesski, mais il aimait sincèrement son Sumy natal. L'intérieur est refait en 1911 par Schechtel. L'ambassade du Royaume-Uni à Moscou y logea jusqu'en 1997. De 1911 à 1913, il fait reconstruire le manoir de son père à Natalievka (dans le gouvernement de Kharkov) selon les dessins de Chtchoussev. La chapelle du manoir (dédiée au Sauveur) est remarquable ; de nombreux peintres réputés de l'époque y ont travaillé comme Savilov ou Blinov. C'est dans ce domaine qu'il meurt ; il est enterré selon ses dernières volontés près de son père au cimetière Saints-Pierre-et-Paul de Soumy.

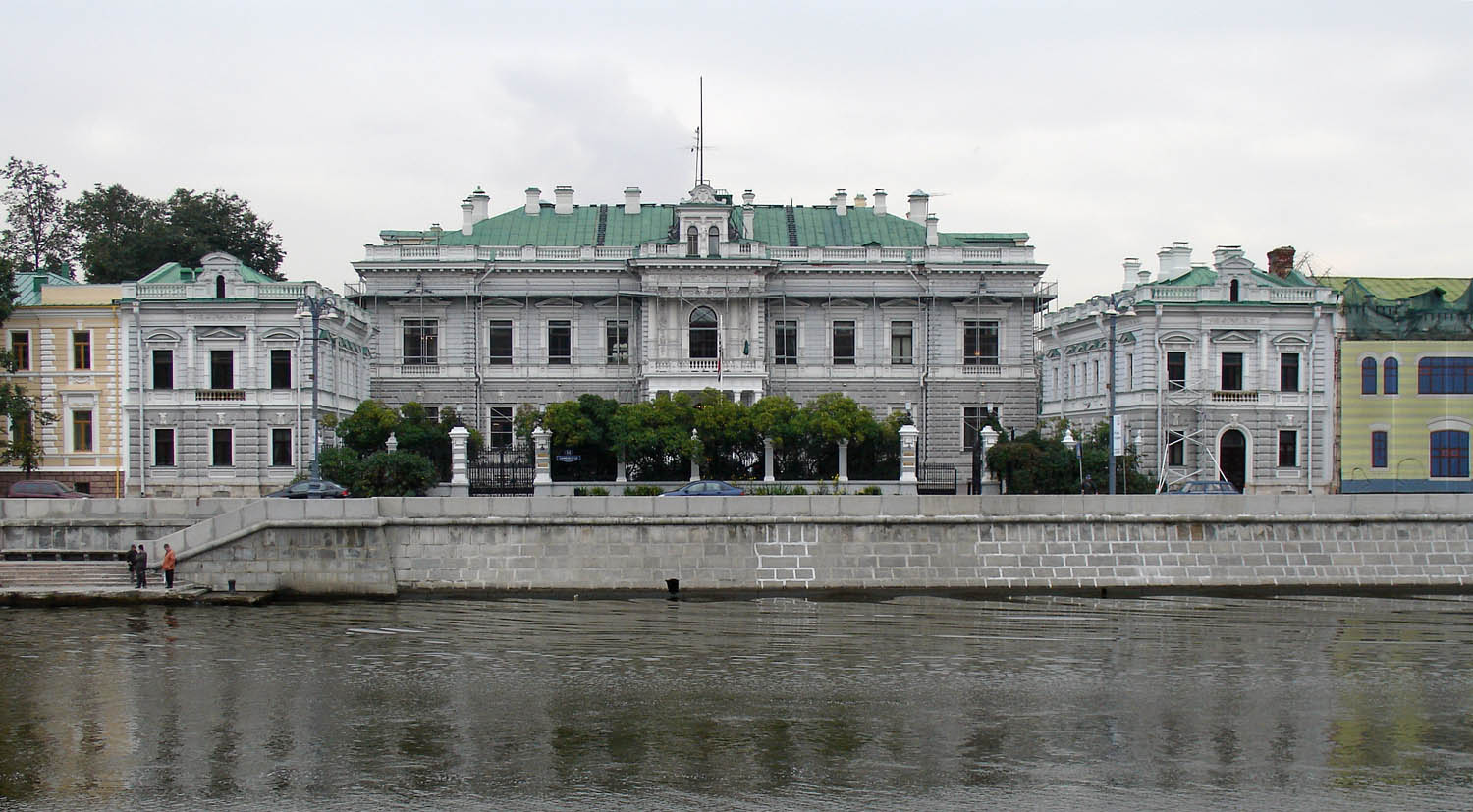
Hôtel particulier moscovite de Kharitonenko sur le quai Sainte-Sophie (ancienne ambassade du Royaume-Uni).

Il accède au rang de conseiller d'État effectif et il est anobli, recevant la noblesse héréditaire ; il choisit la devise «Трудом возвышаюсь», ce qui signifie Je m'élève par le travail. La noblesse échoit après sa mort à son fils Ivan qui meurt sans descendance en émigration à Munich en 1927 par un suicide. Les descendants de ses filles, Hélène (princesse Ouroussova) et Nathalie (comtesse Stenbock-Fermor), dont les portraits ont été peints par Albert Besnard, ou encore Carolus-Duran, sont dispersés en Suisse, en France et dans d'autres pays.
Plus tard, toutes les peintures de l'entrepreneur ont été spoliées par la Russie soviétique.

## Traduction
- (ru) Cet article est partiellement ou en totalité issu de l’article de Wikipédia en russe intitulé « Харитоненко, Павел Иванович » (voir la liste des auteurs).